# Erling Gripp
Erling Gripp (15 gennaio 1923 – 25 gennaio 1957) è stato un calciatore norvegese, di ruolo attaccante.

## Carriera

### Club
Gripp giocò con la maglia del Kvik.

### Nazionale
Conta una presenza per la Norvegia. Il 21 settembre 1947, infatti, fu in campo nella sconfitta per 3-5 contro la Danimarca.